# ハイパークラクション
『ハイパークラクション』は、ポルカドットスティングレイのミニアルバム。2019年10月16日、ユニバーサルミュージックより発売。

## 概要
2ndフルアルバム『有頂天』リリース後初となるミニアルバム。
フィジカルでは、ラバー・キーホルダー（全3種類のうちランダムで1つ封入）した『ぼうけんのおともパック』（UMCK-7031）、『懲りずに彼らのキャラクター全開であらゆる試練に挑戦(?) する茶番映像 "負けられない戦い3"』を収録したDVDが付属する『そろそろまけられないたたかいパック』（UMCK-7032）の2種類の初回限定生産盤とCDのみの通常盤（UMCK-1640）の計3種類で発売。またCDには配信未収録のボーナストラック『おはよう（あっさり）』、『おはよう（塩多め）』を収録している。
リスミー(かかってこいよ武道館 ver.)は、ポルカドットスティングレイ初の武道館ライブ『ポルカドットスティングレイ 有頂天ツアーファイナル ポルフェス45 #かかってこいよ武道館』のライブ音源を使用している。
収録曲「バケノカワ」のミュージック・ビデオには、お笑いコンビのタイムマシーン3号、「阿吽」のミュージック・ビデオには、末吉瞳、小関裕太、ハリウッドザコシショウが出演している。

## 販売形態
- 初回限定生産盤『ぼうけんのおともパック』

CD+ラバーキーホルダー
- 初回限定生産盤『そろそろまけられないたたかいパック』

CD+DVD『負けられない戦い3』（72分）

## 収録曲
CD(全形態共通)
・全作詞/全作曲:雫、全編曲:ポルカドットスティングレイ
| #  | タイトル                                | 作詞 | 作曲・編曲 | 時間 |
| -- | --------------------------------------- | ---- | ---------- | ---- |
| 1. | 「バケノカワ」                          |      |            | 3:34 |
| 2. | 「オトシマエ」                          |      |            | 3:11 |
| 3. | 「おやすみ」                            |      |            | 3:49 |
| 4. | 「阿吽」                                |      |            | 4:19 |
| 5. | 「リスミー(かかってこいよ武道館 ver.)」 |      |            | 3:35 |
| 6. | 「おはよう（あっさり）」                |      |            |      |
| 7. | 「おはよう（塩多め）」                  |      |            |      |